# 聯合國安全理事會第1471號決議
聯合國安全理事會第1471號決議于2003年3月28日一致通过，决议重申了关于阿富汗局势的所有决议，并将联合国阿富汗援助团（联阿援助团）的任务期限再延长12个月，至2004年3月31日。
安全理事会重申其对主权、领土完整的支持，它还赞同《喀布尔睦邻关系宣言》（2002年第1453号决议）的协议，并强调联合国在协助阿富汗人民重建国家方面的核心作用。
该决议赞同在联阿援助团内设立一个选举部门。并进一步强调，通过过渡行政当局提供恢复和重建将有助于执行《波恩协定》，并支持秘书长阿富汗问题特别代表拉赫达尔·卜拉希米。联阿援助团被要求向阿富汗独立人权委员会提供援助，并敦促阿富汗各方与特派团合作执行任务，确保其工作人员的安全。国际安全援助部队（安援部队）在根据第1444（2002）号决议执行其任务时，还必须与卜拉希米和秘书长合作。
最后，指示秘书长科菲·安南每四个月报告本决议的执行情况。